# Хосейн Али Мирза Фарманфарма
Хоссейн Али Мирза Фарманфарма (перс. حسین‌علی‌میرزا فرمانفرما ,1846 – 1799) – наследник династии Каджаров, пятый сын Фетх Али-шаха и Бадр Джахан Ханум, родился в деревне Дехнавар в провинции Фарс на юге Персии.

## Биография
С 1810 года он был назначен губернатором провинции Фарс и находился в этой должности почти тридцать пять лет, проявив себя за это время как достойный и уважаемый правитель.
Первоначально наследником престола считался Аббас-мирза, который в период своего правления в один из заключенных с Российской империей договоров включил пункт о передаче наследования короны по мужской линии рода. Из-за того, что за один год до смерти Фетх Али-Шаха в октябре 1834 года он ушёл из жизни, последний назначил наследником младшего семнадцатилетнего сына Аббаса Мирзы, Мохаммеда Мирзу, во исполнение данного пункта договора. Он был отправлен в Азербайджан для управления этой провинцией. На момент смерти Фетх Али-Шаха его старшим сыном являлся Хоссейн Али Мирза Фарманфарма. В провинции Фарс он был пользовался почетом и уважением, поскольку по его указанию была отреставрирована и перестроена могила Ахмада Ибн Мусы, сына седьмого Имама, известная как Шах-Черах. Таким образом ему удалось завоевать любовь и почтение среди населения Фарса, после чего он заявил о своих правах на шахский трон. Мохаммед Мирза, короновавшийся сразу после смерти Фетх-Али Шаха под именем Мохаммед-шаха в Тебризе., отправил Фируза Мирзу с войском против своего дяди. В этом противостоянии сторонники Хоссейна Али Мирзы Фарманфармы потерпели поражение, а его самого отправили в тюремное заключение в Бордж Нуш. Эти события послужили основой для установления дальнейшего правления Мохаммед-Шаха. Из-за тяжелых условий тюремного заключения Хоссейн Али Мирза Фарманфарма заболел холерой и скончался в Тегеране в 1846 году.

## Интересные факты
Хоссейн Али Мирза Фарманфарма был специалистом в области каллиграфии, поэтому получил прозвище «Каллиграф». Из его сохранившихся работ наиболее известной является мемориальная доска под названием «Фетх Али-Шах».
Современные носители фамилии Фарманфарма являются его прямыми наследниками.

## Дети
У него родилось двадцать пять детей, в том числе девятнадцать сыновей:
1. Реза Коли Мирза (1816-?);
2. Имам Коли Мирза (1817-1864);
3. Наджаф Коли Мирза Вали (1818--?); самый известный внук, известный как шахзаде Мохаммад Мирза Хазайи;
4. Насруллах Мирза – правитель Шулестана (Мамасани);
5. Тимур Мирза Хесам-од-Доуле – муж дочери Хасана Али Мирзы Шоджа-ас-Сальтане;
6. Шахрох Мирза – правитель Кашана и муж дочери Захира-од-Доуле;
7. Джахангир Мирза – правитель Дараба;
8. Акбар Мирза – умер в молодом возрасте;
9. Кейхосроу Мирза Сепахсалар (…-1864) - муж дочери Хасана Али Мирзы Шоджа-ас-Сальтане;
10. Эскандар Мирза;
11. Надер Мирза (1827-?);
12. Мохаммад Казем Мирза;
13. Мохаммад Мирза;
14. Камран Мирза;
15. Солтан Эбрахим Мирза;
16. Дараб Мирза;
17. Манучехр Мирза;
18. Ирадж Мирза;
19. Тахмасеб Мирза.

Шесть дочерей:
1. Дочь, супруга Саида ибн Султан ибн Ахмад, правителя и имама Масгата, правителя Зангбара[3];
2. Дочь, супруга Мохаммад-Али Хана Гашгайи[4];
3. Дочь, супруга Мирзы Абольхасана Фасайи[5];
4. Дочь, супруга Шокроллах-Хана Нури[6];
5. Дочь, супруга Аболхасан-Хана Мошир ол-Молька[7];
6. Фатеме Ханум, в начале супруга Бахрама Мирзы Моез од-Доуле и затем супруга Шир Али-Хана Донбали из внуков Ахмед-Хана Дунбали[8].